# Pablo Torre
Pablo Torre Carral (Santa Cruz de Bezana, 3 de abril de 2003) é um futebolista espanhol que atua como meia-atacante. Atualmente joga no Mallorca.

## Carreira

### Racing Santander
Natural de Soto de la Marina, Cantabria, Torre juntou-se à formação do Racing Santander em 2015, proveniente do CD Marina Sport. A 15 de abril de 2020, com 17 anos, assinou contrato profissional com o clube até junho de 2025.
Torre fez a sua estreia profissional a 19 de julho de 2020, pelo Racing Santander B, sendo titular num empate por 1–1 no terreno do Gimnástica de Torrelavega, nos play-offs de promoção da Tercera División da temporada 2019–20. Em agosto, com apenas 17 anos, integrou a equipa principal durante a pré-época, às ordens do treinador Javi Rozada, sendo promovido definitivamente em setembro.
Torre fez a sua estreia pela equipa principal do Racing a 18 de outubro de 2020, começando a titular na 1ª jornada da Segunda División B de 2020–21, um empate em casa por 1–1 frente ao Club Portugalete. A 21 de fevereiro de 2021, Pablo marcou o seu primeiro golo como sénior, numa vitória caseira por 3–1 sobre o CD Laredo; seis dias depois, bisou numa goleada por 4–0 no terreno do Barakaldo CF.
Tendo sido titular habitual na sua primeira época como sénior, Torre recebeu a camisola 10 do Racing para a temporada 2021–22, onde o clube disputaria a nova 3ª divisão, intitulada Primera División RFEF. Pablo marcou 10 golos em 34 jogos (incluindo play-offs), ajudando o Racing a conquistar a promoção à Segunda División.

### Barcelona
A 4 de março de 2022, o FC Barcelona chegou a um acordo com o Racing para a transferência de Torre por uma taxa de 5 milhões de euros (+ variáveis). A 15 de junho, o jovem assinou um contrato até junho de 2026 pelos Culés. No início da temporada 2022–23, Pablo integrou a equipa B do Barcelona.
A 7 de setembro de 2022, Torre fez, simultaneamente, a sua estreia pelo Barcelona e o seu primeiro jogo na Liga dos Campeões, substituindo Franck Kessié aos 81 minutos de uma vitória por 5–1 sobre o Viktoria Plzeň, na primeira partida da fase de grupos da edição 2022–23. A 23 de outubro, o jovem fez o seu primeiro jogo na La Liga, em Camp Nou, substituindo Ousmane Dembélé aos 77 minutos de uma vitória por 4–0 sobre o Athletic Bilbao. A 1 de novembro, Pablo marcou o seu primeiro golo pelo Barcelona, na Liga dos Campeões, numa vitória por 4–2 no terreno do Viktoria Plzeň.

### Mallorca
Em 14 de julho de 2025, Pablo foi anunciado como o novo reforço do Mallorca para a próxima temporada. O meio-campista assina um contrato válido até 2029.

## Vida Pessoal
O pai de Pablo, Esteban Torre, também era futebolista, atuando como médio. Esteban jogou no Racing durante a maior parte da sua carreira.

## Estatísticas

### Clube
- Atualizado até 4 de junho de 2023

| Clube              | Temporada         | Competições            | Competições | Competições | Copa del Rey | Copa del Rey | Competições Europeias | Competições Europeias | Outros | Outros | Total | Total |
| Clube              | Temporada         | Divisão                | Jogos       | Golos       | Jogos        | Golos        | Jogos                 | Golos                 | Jogos  | Golos  | Jogos | Golos |
| ------------------ | ----------------- | ---------------------- | ----------- | ----------- | ------------ | ------------ | --------------------- | --------------------- | ------ | ------ | ----- | ----- |
| Racing Santander B | 2019–20           | Tercera División       | 0           | 0           | —            | —            | —                     | —                     | 1      | 0      | 1     | 0     |
| Racing Santander   | 2020–21           | Segunda División B     | 24          | 4           | 1            | 0            | —                     | —                     | —      | —      | 25    | 4     |
| Racing Santander   | 2021–22           | Primeira División RFEF | 31          | 10          | —            | —            | —                     | —                     | 3      | 0      | 34    | 10    |
| Racing Santander   | Total             | Total                  | 55          | 14          | 1            | 0            | —                     | —                     | 3      | 0      | 59    | 14    |
| Barcelona B        | 2022–23           | Primera Federación     | 3           | 0           | —            | —            | —                     | —                     | —      | —      | 3     | 0     |
| Barcelona          | 2022–23           | La Liga                | 8           | 0           | 2            | 0            | 3                     | 1                     | 0      | 0      | 13    | 1     |
| Total de Carreira  | Total de Carreira | Total de Carreira      | 66          | 14          | 3            | 0            | 3                     | 1                     | 4      | 0      | 76    | 15    |

1. ↑  Jogo nos play-offs da Tercera División
2. ↑  2 jogos na Copa Federación, 1 jogo na final da Primera División RFEF
3. ↑  Jogos na Liga dos Campeões

## Títulos
Racing Santander
- Primeira División RFEF: 2021–22

Barcelona
- La Liga: 2022–23[21], 2024–25[22]
- Copa del Rey: 2024–25[23]